# Jeni Le Gon
Jeni LeGon (14 de agosto de 1916 - 7 de diciembre de 2012) fue una actriz, bailarina y profesora de baile de estadounidense, una de las primeras mujeres afroamericanas en hacer una carrera en solitario bailando claqué. 

## Biografía
Su verdadero nombre era Jennie May Ligon, y nació en Chicago, Illinois, siendo sus padres Hector Ligon, un cocinero que también trabajaba como mozo de estación, y Harriet Bell Ligon, ama de casa. Graduada en la Sexton Elementary School en 1928, a los trece años de edad obtuvo su primer trabajo en el campo del teatro musical, superando más adelante una prueba para formar parte del coro acompañante de la banda de Count Basie.
Le Gon formó un conjunto de canto y baile junto a su media hermana, Willa Mae Lane, consiguiendo ambas la oportunidad de viajar a Detroit con el propietario de nightclub Leonard Reed. Estando en dicha ciudad, ella recibió una oferta para viajar a Hollywood y actuar con el compositor Shelton Brooks. Sin embargo, tras su llegada descubrió que no existía ese trabajo, pero en cambio pudo hacer una prueba para el antiguo mánager de Ethel Waters, Earl Dancer. La prueba tenía como fin una película producida por 20th Century Fox. Le Gon ganó el papel, y a partir de entonces pudo actuar en diferentes musicales y producciones de baile.
Durante su estancia en Hollywood, Le Gon pudo trabajar con artistas de la talla de Ethel Waters o Al Jolson. Tuvo también la posibilidad de bailar con Fred Astaire y Bill Robinson, siendo la primera mujer afroamericana en hacerlo en el cine. En esa época consiguió un papel en Hooray for Love, lo que posibilitó que Metro-Goldwyn-Mayer le ofreciera un contrato a largo plazo, siendo la primera afroamericana en obtener uno. 
En 1969, LeGon se mudó a Vancouver, Columbia Británica, donde enseñó claqué y ballet. En 1999, el National Film Board of Canada estrenó un documental dedicado a ella, Jeni Le Gon: Living in a Great Big Way, dirigido por Grant Greshuk y producido por Selwyn Jacob.
Jeni Le Gon falleció en 2012 en Vancouver, Columbia Británica.

## Selección de su filmografía
- Dishonour Bright (1936)